# Marcelo Peralta
Marcelo Peralta (Buenos Aires, 5 de marzo, de 1961-Madrid, 10 de marzo de 2020) fue un saxofonista, intérprete, profesor, compositor y arreglista argentino que tocaba saxofón, piano, acordeón y aerófonos latinoamericanos.
Falleció en Madrid, España, el 10 de marzo de 2020 a los 59 años, por una neumonía causada por el  coronavirus.

## Biografía
Nace en Buenos Aires (Argentina) en 1961. Estudia piano y se gradúa como profesor. Simultáneamente recibe clases de saxofón con el maestro J. C. Bozzo y de armonía y composición con Sebastián Piana, Ofelia Carbajal y Jorge Pitari. De forma autodidacta estudia trombón, trompeta, tuba, clarinete e instrumentos folklóricos. Desempeña labores como docente y profesor de saxofón en el Conservatorio Municipal “J. M. de Falla” cátedra de “Jazz e Improvisación” a la vez que comienza su actividad profesional. En 1985 forma el “Grupo de Improvisación Tercer Mundo” con el que editará su primer disco “Un hilo de luz” (1987). Realiza giras por Argentina como saxofonista del “Cuarteto de Litto Nebbia” grabando un disco con el mismo “Buscando en el bolsillo del alma”. Integra el cuarteto de saxos “Cuatro Vientos”, participa como solista de saxofón en la “Orquesta Sinfónica de L.R.A. Radio Nacional” y graba en dúo con el pianista Eduardo Lagos. En 1990 concluye su segundo disco “Escaleras de la comprensión” (Melopea) y forma “Los Saxópatas Big Band” actuando con la misma cinco años bajo su dirección y editando un CD independiente. Realiza conciertos como solista y con el “Marcelo Peralta Quartet” en Alemania, Francia, Suiza, Italia, etc. Se edita su tercer CD “Milonga” (Melopea-Nuevos Medios). En el 2002 realiza conciertos con los pianistas John Wolf Brenann (Irlanda) y Christoph Baumman (Suiza). En el 2005 graba como solista con la Orquesta Sinfónica de RTVE obras de Pepe Nieto, Gunther Schuller, Leonard Bernstein, etc. Actuaciones en: Festival de Jazz de Madrid 2007-2006- 2005, Tanjazz 2007 (Tánger) Festival Internacional de Vigo “Imagina-Sons 2007”, Móstoles a todo Jazz 2006-2005, Munijazz (La Rioja), Festival de Jazz de Boadilla del Monte (2005), Festival Internacional de Jazz de Ciudad Lineal 2005- Galapajazz 2005 – Expo 02 (Suiza), Festival de Jazz Soto del Real 2003, Festival de Jazz de Tarragona 2003, Festival de “Jazz et Colombes” de París 2001 (Francia), Festival de Jazz Quilmes 1995 (Argentina), Alrededor del Jazz Festival 1989 (Argentina) MardelJazz 1988 (Argentina) Rock&piano- Obras Sanitarias-1987(Argentina).
En el 2013 es invitado como solista por "Columbia University of New York" en el concierto inaugural realizado en el "Glicker Milstein Theatre", parte de la conferencia internacional "Thinking Music and sounds in latin america and the caribbean". En nyc realiza un concierto junto a Lubís Pulido, Erik Frielander, Luis Bonilla, Adam Kolker y Stomu Takeishien el "Manhattan Simphony Space" y también en dúo con J. P. Carletti en el "downtown music gallery" - Manhattan.
En este mismo año graba y edita un último CD con ¡Zas! Trío (Karonte) junto a Baldo Martínez y "Sir Charles" González. En el 2015 participa como ponente junto al Dr. Juan Calvi, presentando el trabajo de investigación sobre música precolombina en el norte de Argentina, en el simposio de ispm latinoamericano en la Universidad Federal de Bahía – Brasil.
En la fecha de su muerte era profesor en la Cátedra de Saxofón e Improvisación en la Universidad Alfonso X y en la Escuela de Música Creativa de Madrid.

## Discografía
" Serie Melopea “Jazz Argentino Vol. 1”. Litto Nebbia Cuarteto - MELOPEA / INTERDISC (DSL 66094-1)
- Serie Melopea. Jazz Argentino Vol. 2 . Grupo de Improvisación Tercer Mundo - MELOPEA (CM 008)
- Tangueando. Gustavo Fedel - MELOPEA / INTERDISC (DSL 66071)
- “Buscando en el Bolsillo del Alma” Litto Nebbia - MELOPEA / INTERDISC (SLI 67549-2)
- Un Hilo de Luz. Marcelo Peralta y Grupo Tercer Mundo - MELOPEA (DM 014)
- Serie Melopea. Los Saxofonistas'. Marcelo Peralta - MELOPEA (CM 017)
- Escaleras de la Comprensión. Marcelo Peralta - MELOPEA (CM 064)
- Love Jobim. Marcelo Peralta - Litto Nebbia  - MELOPEA CD5125
- Milonga. Marcelo Peralta - MELOPEA (CDM 014) - NUEVOS     MEDIOS IMPORT
- Lo que nos gusta es esto. Santiago de la Muela – SATCHMO
- Fall. Peter Dieterle - David Lenker -  Marcelo Peralta
- Música – Yumiko Murakami
- Dr. Macaroni – Cum Laude. TCB- The Montreaux Jazz Label
- Jazz Sinfónico – Orquesta Sinfónica de RTVE
- Líneas paralelas. Santiago de la Muela Jazz Orchestra
- Sabor a Big Band. Santiago de la Muela Jazz Orchestra
- Gnu Trío. Guillermo Bazzola – Andrés Litwin
- De aquí. Sir Charles González
- ¡ZAS! Trío. Sir Charles González - Baldo Martínez